# Hallthurm
Hallthurm ist ein 693 m ü. NHN hoher bayerischer Pass in der Nähe von Bischofswiesen im Landkreis Berchtesgadener Land in den Berchtesgadener Alpen. Er ist heute der bedeutendste und der niedrigste Zugang auf deutschem Staatsgebiet in die Landkreisteilregion Berchtesgadener Land. Über den Pass führen die Bahnstrecke Bad Reichenhall–Berchtesgaden, die Bundesstraße 20 und die Soleleitung Berchtesgaden-Bad Reichenhall.
Auf der Passhöhe befinden sich der namensgebende Wehrturm sowie die Reste weiterer Befestigungen des Klosterstifts Berchtesgaden, die Ende des 12. Jahrhunderts gegen das seinerzeit bayerisch-herzoglich regierte Hall (heute: Bad Reichenhall) errichtet wurden. Auf einer Anhöhe westlich von Hallthurm liegt der Burgstall Hagenfels.

## Topografie
Der Übergang trennt die Bergstöcke Lattengebirge und Untersberg der Berchtesgadener Alpen. Er ist mit 693 m ü. NHN der niedrigste Zugang auf deutschem Staatsgebiet zur „Beckenlandschaft“ des Berchtesgadener Kessels bzw. der geomorphologischen Einheit Berchtesgadener Talkessel. Mit 471 m ü. NHN noch niedriger und bequemer ist der Zugang über den Hangendensteinpass bei Marktschellenberg, der aber über österreichisches Staatsgebiet führt.

## Verkehrswege
Über den Pass verläuft mit der Bundesstraße 20 die bedeutendste Straßenverbindung und die einzige noch bestehende Bahnstrecke ins Berchtesgadener Land sowie die Soleleitung. Die Bahnstrecke bewältigt auf der Rampe vom Bad Reichenhaller Ortsteil Kirchberg über Bayerisch Gmain bis zum Bahnhof Hallthurm eine Maximalsteigung von 40,8 ‰ und gilt damit als Steilstrecke. Der Personenverkehr im Bahnhof Hallthurm wurde aufgelassen, die Anlage dient derzeit nur noch als Betriebsbahnhof für Zugkreuzungen auf der eingleisigen Nebenbahn. Nach dem  Liniennetzplan der S-Bahn Salzburg, die auf der Strecke verkehrt, ist eine Reaktivierung für den Personenverkehr geplant (Stand 2010).

## Geschichte

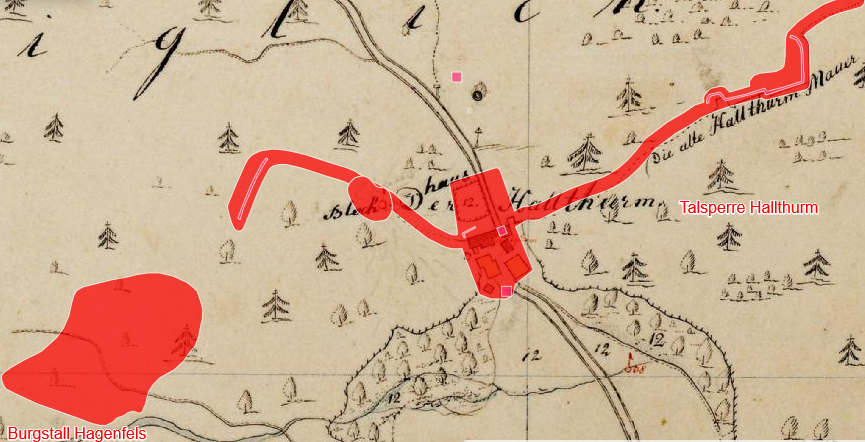
Lageplan des Hallthurms auf dem Urkataster von Bayern

### Grenzbefestigung

Torhaus bzw. das so genannte „Althaus“ neben dem Wehrturm von Hallthurm, 1875

Der Anlass für die Erbauung der Grenzbefestigung im Jahr 1194 war ähnlich wie bei dem zeitgleich am Hangenden Stein errichteten Schellenberger Turm ein Angriff der Reichenhaller Bürger um 1193. Nachdem das Klosterstift Berchtesgaden wie Reichenhall ebenfalls mit der Salzgewinnung begonnen hatte, hatten sie aus Konkurrenzneid die Salz-Sudpfannen des Klosterstifts am Gollnbach zerstört. Erstmals wurde die Grenzbefestigung in einer Urkunde von Kaiser Heinrich VI. erwähnt: „porta, qua silva versuse Halle clauditur“ (das Tor, das im Wald eine Sperre gegen Reichenhall ist).
An der engsten Stelle zwischen dem Untersberg und dem Lattengebirge steht der Wehrturm als Turm gegen Hall (Reichenhall). Nur ein wenig westlich versetzt davon stand ein zweites turmartiges Gebäude, das so genannte Althaus (Burgstall Althaus), ein Torhaus, dessen Tor 3,25 m hoch und 2,50 m breit war; das „Falltor des Bogens“, durch den die Straße führte, wurde bereits 1829 beseitigt, das Torhaus selbst wurde 1876 abgetragen. Das Mauerwerk des nur noch als Unterbau vorhandenen, zuvor „bedeutend höheren Turms“ ist 2 m stark und stammt noch aus dem 12. Jahrhundert. Angrenzend an den Turm war östlich in Richtung Untersberg eine Festungsmauer errichtet worden, von der noch Reste erhalten sind. Nördlich davor gab es einen Haag oder Landzaun, der aus Dornen- und Weidengeflecht bestand, sowie drei hintereinander aufgeschüttete Erdwälle. Die Erdwälle wurden bis auf einen eingeebnet. In der zweiten Hälfte des 14. Jahrhunderts wurden Ausbesserungen am Mauerwerk vorgenommen und vermutlich ab 1378 westlich von Hallthurm mit der Errichtung der Burg Hagenfels als weitere Befestigungsanlage begonnen, ohne sie fertigzustellen – da der Salzburger Erzbischof am Ende von Auseinandersetzungen mit dem Herzogtum Bayern die Burg nach der Eroberung durch sein Erzstift Salzburg bereits 1384 wieder schleifen ließ.
Während der Napoleonischen Kriege ging nach Aufhebung der Fürstpropstei Berchtesgaden 1803 das Berchtesgadener Land 1805 an das kurzlebige Kurfürstentum Salzburg und im gleichen Jahr hielten Tiroler Truppen den Hallthurm besetzt. Damals wurde die Anlage der Grenzbefestigung vermutlich ein letztes Mal militärisch gesichert, um dann 1810 mit der Eingliederung des Berchtesgadener Landes in das Königreich Bayern überflüssig zu werden.
Der Wehrturm ist mit den erhaltenen Talsperrmauern ist unter der Aktennummer D-1-72-117-9 als Baudenkmal von Bischofswiesen ausgewiesen. Ebenso wird die Anlage als Bodendenkmal unter der Aktennummer D-1-8243-0146 im Bayernatlas als „untertägige mittelalterliche und frühneuzeitliche Befunde im Bereich der teilweise abgegangenen Talsperre „Hallthurm“ mit vorgelagerten Wall- und Grabenanlagen“ geführt.

### Verkehr

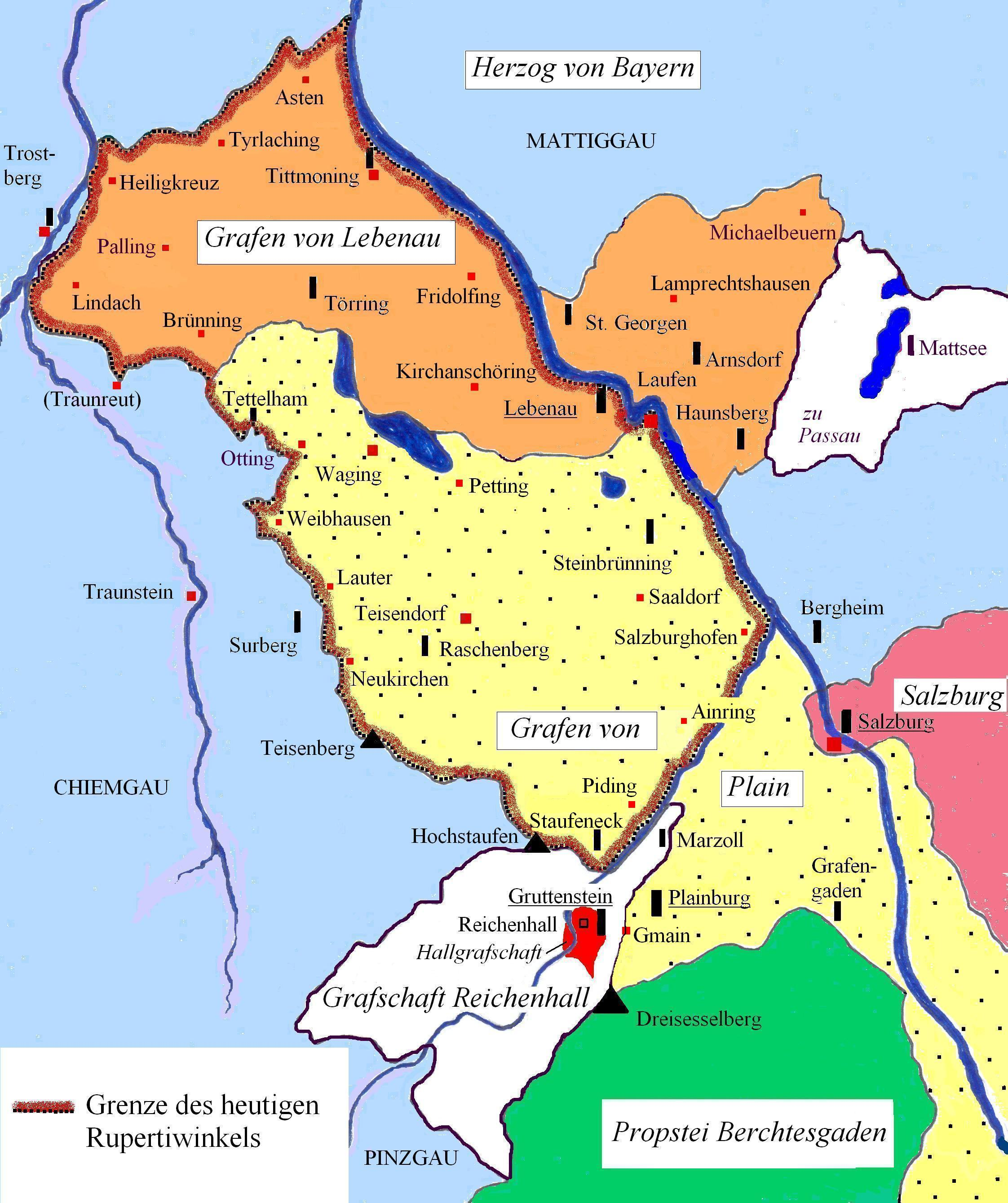
Salzburggau um 1200, mit dem Spitz am Hallthurm bei Gmain und dem Dreiländereck (grün/weiß/gelb) am Dreisesselberg

Das Verkehrsaufkommen über den Hallthurm blieb auch noch nach 1810 gering, da kurz dahinter die Straße Richtung Reichenhall über den „Spitz am Hallthurm“ (s. Abb. Karte des Salzburggaus) am Dreisesselberg verlief und damit – bei lange strittiger Herrschaftszugehörigkeit – seinerzeit durch Österreich, das auf der Strecke hohe Transitzölle erhob. Daher wurde unter anderem der gesamte Salzfuhrwerksverkehr und die Soleleitung nach Bad Reichenhall über die ausschließlich auf bayerischen Gebiet liegende Strecke über Ramsau und den Pass Schwarzbachwacht abgewickelt. 1851 konnte schließlich zwischen Österreich und Bayern im Rahmen eines Tausches die Übergabe des „Spitz am Hallthurm“ an Bayern erreicht werden.
Dieser Gebietstausch war die Grundlage für die heutige Verkehrsbedeutung des Passes. Das Torhaus der historischen Befestigung wurde 1876 abgebrochen, um für Straße und Bahn genügend Platz zu haben. 1888 wurde nach längerer Planungszeit die Bahnstrecke Bad Reichenhall–Berchtesgaden eröffnet. 1960/61 wurde auch die Soleleitung über den Hallthurm errichtet und die alte Strecke über die Schwarzbachwacht aufgelassen.

## Sagen
Auch ranken sich einige Sagen um den Wehrturm zu Hallthurm. So soll zuweilen aus den Tiefen des Untersbergs laute Musik und Waffengeklirr zu hören sein. Wilde Reiter mit flammenden Schwertern und glühenden Rüstungen treiben in der Nacht ihr Unwesen im Salzburger Raum. Mit dem Morgengrauen hat der Spuk ein Ende und die gespenstischen Reiter kehren zurück in den Berg durch die Pforten, welche bei Hallthurm in den Ruinen des Wehrturms zu finden sind.

## Sonstiges
Hallthurm und der Burgstall Althaus sind eine Station auf dem Reichenhaller Burgenweg. Dieser knapp 30 km lange Rundwanderweg führt zu 17 Burgen, Schlössern und Befestigungsanlagen in Bad Reichenhall und den umliegenden Gemeinden.